# بت کورنر (داکوتای جنوبی)
بت کورنر(به انگلیسی: Bath Corner) شهری در ایالت داکوتای جنوبی کشور ایالات متحده آمریکا است که جمعیت آن در سرشماری سال ۲۰۱۰ میلادی، ۴۹ نفر بوده‌است.